# Andrus Kivirähk
Andrus Kivirähk, nascut el 17 d'agost de 1970 a Tallinn, és un novel·lista, escriptor de llibres per a infants, cronista, dramaturg i guionista estonià. Escriptor particularment prolífic i innovador, és considerat com un dels personatges més destacats de la literatura estoniana contemporània.

## Biografia
Andrus Kivirähk comença les primeres col·laboracions als diaris a l'edat de 15 anys, i ben aviat esdevé periodista professional un cop llicenciat a la Universitat de Tartu. Les seves cròniques, plenes d'humor, violen els tabús de l'Estònia postcomunista.
A principis dels anys 90 desperta l'interès del món literari amb les seves històries sobre Ivan Orav (Ivan L'esquirol). Les seves narracions destaquen pel seu humor, càlid i delicat, i per l'aparició de personatges que cavalquen entre el món real i l'oníric, que deriven de vegades cap a l'absurd, i per la presència d'esperits, follets, i altres figures properes al folklore estonià.
El seu primer llibre, Ivan Orava Mälestused (Les Memòries d'Ivan l'Esquirol, 1995) descriuen la dolça vida dels 1930, la Républica d'Estònia i l'Estònia del primer comunisme després de la Segona Guerra Mundial.
Altres obres destacades són Liblikas (La papallona, 1999), sobre la història d'un grup de comediants, que esdevé una història del teatre al seu país, o Mees, kes teadis ussisõnu (L'home que sabia parlar serpent, 2007), traduïda a l'alemany, anglès, castellà i francès, i record de vendes a Estònia.
Andrus Kivirähk és igualment autor d'obres teatrals, i de nombrosos guions de cinema i televisió.

## Obres[4][10]
- Ivan Orava mälestused ehk Minevik kui helesinised mäed (1995)
- Kaelkirjak (1995)
- Õlle kõrvale (1996)
- Kalevipoeg (1997)
- Vanamehed seitsmendalt. Jalutuskäik vikerkaarel (1997)
- Pagari piparkook (1999)
- Liblikas) (1999)
- Sirli, Siim ja saladused (1999)
- (amb Mart Juur) Rahva oma kaitse(2000)
- Rehepapp ehk November (2000)
- (amb Tõnu Oja)Sibulad ja šokolaad (obra teatral; 2002)
- Papagoide päevad (obres teatrals; 2002)
- Lotte reis lõunamaale (2002)
- Romeo ja Julia (2003)
- Vargamäe vanad ja noored (2003)
- Limpa ja mereröövlid (2004)
- Vaene üliõpilane (2004)
- "Vargamäe vanad ja noored lähevad Euroopasse (2004)
- (amb Mart Juur). Wremja. Timur ja tema meeskond (2004)
- (amb Mart Juur). Wremja. Zorro märk (2004)
- Jutud (2005)
- Adolf Rühka lühikene elu (2005)
- Vargamäe vanad ja noored tembutavad jälle (2005)
- Aabitsa kukk (2006)
- Leiutajateküla Lotte (2006)
- Mees, kes teadis ussisõnu (2007)
- Sürrealistid (obra teatral; 2007)
- Voldemar (obra teatral; 2007)
- Kaka ja kevad" (2009)
- Jumala lood (2009)
- Vombat (2011)